# 死神とがちょうの番人
『死神とがちょうの番人』（しにがみとがちょうのばんにん、原題：Der Tod und der Gänsehirt）は、『グリム童話』に収録されていた童話の一編。その内容の過激さから第七版までには削除される。

## あらすじ
ある所に貧乏なガチョウ飼い（がちょう番）がいた。
ある時、ガチョウ飼いが川のほとりを歩いていると死神がいた。ガチョウ飼いが死神に質問すると「川の向こうには別の世界がある」と答えた。また「死ぬ予定の人間は死神によってこの川まで連れて行かれ、その先は自力で泳いで渡らなければならない」と言う。
これを聞いたガチョウ飼いはこの世が嫌だったので死神に連れて行って欲しいと頼んだ。しかし、死神はガチョウ飼いは未だその時では無いし、自分には別の仕事があるから、少し待って欲しいと断った。
死神はケチな金持ちを川のほとりに連れて来た。金持ちは川を泳いでいる最中に力尽き、途中で沈んでしまった。金持ちの飼っていた犬や猫も後追い溺れて沈んでしまった。
死神はガチョウ飼いの前に現われその時が来たと伝えた。ガチョウ飼いは川を泳ぎきり、無事に向こうの世界へと行けた。ガチョウ飼いの白いガチョウ達も後を追ってきて、川を渡ると次々と白い羊に変わった。
死神はこちらの世界では羊飼いが王様であると言った。すると、向こうから何人もの王様がやってきて、ガチョウ飼いに冠を被せてガチョウ飼いを迎え、ガチョウ飼いは王様として新しい世界で末永く暮らした。